# Adelolecia sonorae
Adelolecia sonorae är en lavart som beskrevs av Hertel. Adelolecia sonorae ingår i släktet Adelolecia och familjen Ramalinaceae.   Inga underarter finns listade i Catalogue of Life.